# Mamasapano
Mamasapano è una municipalità di quarta classe delle Filippine, situata nella Provincia di Maguindanao, nella Regione Autonoma nel Mindanao Musulmano.
Mamasapano è formata da 18 baranggay:
- Bagumbong
- Dabenayan
- Daladap
- Dasikil
- Duguengen
- Liab
- Libutan
- Linantangan
- Lusay
- Mamasapano
- Manongkaling
- Pagatin
- Pidsandawan
- Pimbalakan
- Pusao
- Sapakan
- Tuka
- Tukanalipao